# Salvador Ferrer
Salvador Ferrer Canals, detto Salva (Sant Joan Samora, 21 gennaio 1998), è un calciatore spagnolo, difensore del CE Europa.

## Biografia
È nato a Sant Joan Samora, parte del comune di Sant Llorenç d'Hortons, in Catalogna.
Nel novembre del 2023, annuncia di aver ricevuto una diagnosi di linfoma di Hodgkin, iniziando di conseguenza un percorso terapeutico.

## Carriera

### Club

#### Inizi e Gimnàstic
Ferrer inizia a giocare militando in diverse formazioni giovanili catalane, fra cui Jàbac Terrassa, Espanyol, Martorell (dove ha esordito in prima squadra nel 2015) e Damm.
Nell'estate del 2017, passa al Pobla Mafumet, compagine di Tercera División, nonché seconda squadra del Gimnàstic, con cui ha collezionato in tutto 41 presenze e due reti.
Quindi, nell'estate del 2018, viene promosso alla prima squadra del Gimnàstic. Il 7 ottobre seguente, fa il suo esordio in Segunda División e fra i professionisti, subentrando a Roger Figueras all'86º della gara di campionato pareggiata per 1-1 sul campo del Cadice.

#### Spezia
Il 12 agosto 2019, Ferrer passa a titolo definitivo allo Spezia, in Serie B. Debutta con i liguri il 31 agosto seguente, entrando al 58º minuto della gara di campionato contro il Crotone, persa per 2-1. Nella sua prima stagione, contribuisce alla prima promozione in Serie A nella storia del club ligure.
Il 27 settembre 2020, esordisce nella massima serie italiana, sostituendo Jacopo Sala all'80º minuto della partita casalinga col Sassuolo, persa 4-1.
Nel maggio del 2022, rinnova il proprio contratto con lo Spezia fino al 30 giugno 2025.

#### Prestito all'Anorthōsīs
Il 2 settembre 2023, Ferrer viene ceduto in prestito all'Anorthōsis, nella massima serie cipriota. Il 17 settembre seguente, segna il suo primo gol con il club e fra i professionisti nel successo per 3-1 in campionato in casa del Karmiōtissa. Colleziona in tutto sette presenze e una rete con il club cipriota, prima di dover interrompere anticipatamente la propria stagione, in seguito a una diagnosi di linfoma di Hodgkin.

#### Ritorno allo Spezia
A fine prestito fa ritorno ai liguri, venendo convocato per la prima volta alla seconda giornata contro il Frosinone. Scende in campo per la prima volta il 14 maggio 2025, all'ultima giornata di campionato nel successo per 3-1 contro il Cosenza. Lascia il club ligure al termine della stagione 2024-2025, alla scadenza naturale del proprio contratto.

### Nazionale
Nel maggio del 2022, è stato convocato dal selezionatore della Catalogna, Gerard López, in vista dell'incontro amichevole con la Giamaica.

## Statistiche

### Presenze e reti nei club
Statistiche aggiornate al 13 maggio 2025.
| Stagione             | Squadra              | Campionato           | Campionato | Campionato | Coppe nazionali | Coppe nazionali | Coppe nazionali | Coppe continentali | Coppe continentali | Coppe continentali | Altre coppe | Altre coppe | Altre coppe | Totale | Totale |
| Stagione             | Squadra              | Comp                 | Pres       | Reti       | Comp            | Pres            | Reti            | Comp               | Pres               | Reti               | Comp        | Pres        | Reti        | Pres   | Reti   |
| -------------------- | -------------------- | -------------------- | ---------- | ---------- | --------------- | --------------- | --------------- | ------------------ | ------------------ | ------------------ | ----------- | ----------- | ----------- | ------ | ------ |
| 2017-2018            | Pobla Mafumet        | TD                   | 29         | 1          | CFE             | ?               | ?               | -                  | -                  | -                  | -           | -           | -           | 29+    | 1+     |
| 2018-2019            | Pobla Mafumet        | TD                   | 12         | 1          | CFE             | ?               | ?               | -                  | -                  | -                  | -           | -           | -           | 12+    | 1+     |
| Totale Pobla Mafumet | Totale Pobla Mafumet | Totale Pobla Mafumet | 41         | 2          |                 | ?               | ?               |                    | -                  | -                  |             | -           | -           | 41+    | 2+     |
| 2018-2019            | Gimnàstic            | SD                   | 21         | 0          | CdR             | 0               | 0               | -                  | -                  | -                  | -           | -           | -           | 21     | 0      |
| 2019-2020            | Spezia               | B                    | 29+4       | 0          | CI              | 0               | 0               | -                  | -                  | -                  | -           | -           | -           | 33     | 0      |
| 2020-2021            | Spezia               | A                    | 18         | 0          | CI              | 1               | 0               | -                  | -                  | -                  | -           | -           | -           | 19     | 0      |
| 2021-2022            | Spezia               | A                    | 27         | 0          | CI              | 2               | 0               | -                  | -                  | -                  | -           | -           | -           | 29     | 0      |
| 2022-2023            | Spezia               | A                    | 5+1        | 0          | CI              | 2               | 0               | -                  | -                  | -                  | -           | -           | -           | 8      | 0      |
| 2023-2024            | Apollōn Limassol     | A                    | 7          | 1          | -               | -               | -               | -                  | -                  | -                  | -           | -           | -           | 7      | 1      |
| 2024-2025            | Spezia               | B                    | 1          | 0          | CI              | -               | -               | -                  | -                  | -                  | -           | -           | -           | 1      | 0      |
| Totale Spezia        | Totale Spezia        | Totale Spezia        | 80+5       | 0          |                 | 5               | 0               |                    | -                  | -                  |             | -           | -           | 90     | 0      |
| Totale carriera      | Totale carriera      | Totale carriera      | 149+5      | 3          |                 | 5               | 0               |                    | -                  | -                  |             | -           | -           | 159    | 3      |